# Godtemplarnas IF
Godtemplarnas IF var en idrottsförening från Falun i Dalarna bildad 1908. Klubbens namn skrevs även Godtemplares Idrottsförening alternativt så kallades de Falu GIF. I ishockey avancerade laget snabbt genom seriesystemet under 1960-talet, 1963 vann man division V, året därpå division IV och 1965 vann man division III och fick en plats i division II Östra A. Där man placerade sig fyra av tolv lag. 1968 gick man samman med ishockeysektionen i Falu BS och bildade Falu IF.